# Ichlekli
Ichlekli (pronunciado ishlekli e também transliterado içlekli) é uma especialidade dos pastores turquemenos, um pastelão que tradicionalmente era assado numa cova feita na areia, cheia e coberta de brasas; a iguaria pode ser feita num forno normal. 
Para a massa, mistura-se água, sal, farinha de trigo e manteiga derretida até obter uma bola macia. Divide-se a massa em porções que permitam tender pares de círculos em forma de pizza fina. Cada círculo é colocado num tabuleiro de ir ao forno, untado e enfarinhado. Cobre-se com um recheio composto por carne picada, tomate, pimento, cebola, sal, pimenta preta, malagueta picada ou moída, e água. Coloca-se por cima outro círculo de massa, juntam-se os dois círculos pelas bordas, pica-se o círculo de cima com um garfo e põe-se a cozer em forno forte, durante 20 minutos, ou até ficar dourado.